# 五大皆空
五大皆空是一個描述台灣醫療情形的詞語，是指內科、外科、婦產科、小兒科、急診科（內、外、婦、兒、急）醫師缺乏，醫學系畢業學生不願意擔任這些科別醫師的情形，在2016年就已出現這類的用語。若只考慮內科、外科、婦產科、小兒科四科，也會稱為四大皆空。兩個詞皆化用自佛教思想（四大、五大）。
五大皆空或四大皆空的原因是這些科別醫師因為手術或門診等原因，工作時數長，常需要超時工作，依全民健康保險給付的薪資有限，而且容易有醫療糾紛的問題，因此造成醫學系學生不願意從事這些科別，轉向自費醫療的美容整形科。
上述科別中，產科及小兒科還有因為台灣少子化，新生兒減少而需求減少的問題。